# Fotbal na Letních olympijských hrách 1928
Fotbalový turnaj na Letních olympijských hrách 1928 byl pátý oficiální fotbalový turnaj na olympijských hrách. Vítězem se stala uruguayská fotbalová reprezentace, která tak obhájila titul z předchozích her. Šlo o poslední olympijský turnaj před vznikem mistrovství světa ve fotbale, jehož první ročník se konal v roce 1930. Kvůli zastínění olympijského turnaje mistrovstvím světa se na příštích olympijských hrách fotbalový turnaj nehrál.

## Předkolo
| 27. května 1928 15:00                  |       |                            |                                                                        |
| Portugalsko                            | 4 : 2 | Chile                      | Olympijský stadion (Amsterdam) diváci: 2 309 rozhodčí: Youssuf Mohamed |
| Vítor Silva 38' Pepe 40', 50' Mota 63' |       | Saavedra 14' Carbonell 30' | Olympijský stadion (Amsterdam) diváci: 2 309 rozhodčí: Youssuf Mohamed |

## První kolo
| 27. května 1928 19:00                        |       |                                        |                                                                         |
| Belgie                                       | 5 : 3 | Lucembursko                            | Olympijský stadion (Amsterdam) diváci: 5 834 rozhodčí: Lorenzo Martínez |
| Braine 9', 72' Versijp 20' Moeschal 23', 67' |       | Schutz 31' Weisgerber 42' Theissen 44' | Olympijský stadion (Amsterdam) diváci: 5 834 rozhodčí: Lorenzo Martínez |

| 28. května 1928 14:00              |       |           |                                                                       |
| Německo                            | 4 : 0 | Švýcarsko | Olympijský stadion (Amsterdam) diváci: 16 158 rozhodčí: Willem Eymers |
| Hofmann 17', 75', 85' Hornauer 42' |       |           | Olympijský stadion (Amsterdam) diváci: 16 158 rozhodčí: Willem Eymers |

| 28. května 1928 19:00                                                                 |       |           |                                                                       |
| Egypt                                                                                 | 7 : 1 | Turecko   | Olympijský stadion (Amsterdam) diváci: 2 744 rozhodčí: Marcel Slawick |
| El-Hassany 20' (pen.) Riad 27' Mokhtar 46', 50', 63' El-Sayed Hooda 53' El-Zobeir 86' |       | Refet 71' | Olympijský stadion (Amsterdam) diváci: 2 744 rozhodčí: Marcel Slawick |

| 29. května 1928 14:00                                |       |                              |                                                                         |
| Itálie                                               | 4 : 3 | Francie                      | Olympijský stadion (Amsterdam) diváci: 2 509 rozhodčí: Henri Christophe |
| Rosetti 19' Levratto 39' Banchero 43' Baloncieri 60' |       | Brouzes 15', 17' Dauphin 61' | Olympijský stadion (Amsterdam) diváci: 2 509 rozhodčí: Henri Christophe |

| 29. května 1928 16:00             |       |             |                                                               |
| Portugalsko                       | 2 : 1 | Jugoslávie  | Old Stadion (Amsterdam) diváci: 1 226 rozhodčí: Alfred Birlem |
| Vítor Silva 25' Augusto Silva 90' |       | Bonačić 40' | Old Stadion (Amsterdam) diváci: 1 226 rozhodčí: Alfred Birlem |

| 29. května 1928 19:00                                                            |        |                        |                                                                   |
| Argentina                                                                        | 11 : 2 | USA                    | Olympijský stadion (Amsterdam) diváci: 3 848 rozhodčí: Paul Ruoff |
| Ferreira 9', 29' Tarasconi 24', 63', 66', 89' Orsi 41', 73' Cherro 47', 49', 57' |        | Kuntner 55' Caroll 75' | Olympijský stadion (Amsterdam) diváci: 3 848 rozhodčí: Paul Ruoff |

| 30. května 1928 14:00                                            |       |             |                                                                       |
| Španělsko                                                        | 7 : 1 | Mexiko      | Olympijský stadion (Amsterdam) diváci: 2 344 rozhodčí: Gabor Boronkay |
| Regueiro 13', 27' Yermo 43', 63', 85' Marculeta 66' Mariscal 70' |       | Carreño 76' | Olympijský stadion (Amsterdam) diváci: 2 344 rozhodčí: Gabor Boronkay |

| 30. května 1928 19:00 |       |                           |                                                                      |
| Nizozemsko            | 0 : 2 | Uruguay                   | Olympijský stadion (Amsterdam) diváci: 27 730 rozhodčí: Jan Langenus |
|                       |       | Scarone 20' Urdinarán 86' | Olympijský stadion (Amsterdam) diváci: 27 730 rozhodčí: Jan Langenus |

## Čtvrtfinále
| 1. června 1928 19:00 |       |            |                                                                         |
| Itálie               | 1 : 1 | Španělsko  | Olympijský stadion (Amsterdam) diváci: 3 388 rozhodčí: Domingo Lombardi |
| Baloncieri 63'       |       | Zaldua 11' | Olympijský stadion (Amsterdam) diváci: 3 388 rozhodčí: Domingo Lombardi |

Opakovaný zápas
| 4. června 1928 14:00                                                                 |       |           |                                                                            |
| Itálie                                                                               | 7 : 1 | Španělsko | Olympijský stadion (Amsterdam) diváci: 4 770 rozhodčí: Hans Samuel Boekman |
| Magnozzi 14' Schiavo 15' Baloncieri 18' Bernardini 40' Rivolta 72' Levratto 76', 77' |       | Yermo 47' | Olympijský stadion (Amsterdam) diváci: 4 770 rozhodčí: Hans Samuel Boekman |

| 2. června 1928 16:00                             |       |                                         |                                                                       |
| Argentina                                        | 6 : 3 | Belgie                                  | Olympijský stadion (Amsterdam) diváci: 16 399 rozhodčí: Gamma Malcher |
| Tarasconi 1', 10', 75', 89' Ferreira 4' Orsi 81' |       | R. Braine 24' Vanhalme 28' Moeschal 53' | Olympijský stadion (Amsterdam) diváci: 16 399 rozhodčí: Gamma Malcher |

| 3. června 1928 16:00             |       |             |                                                                         |
| Uruguay                          | 4 : 1 | Německo     | Olympijský stadion (Amsterdam) diváci: 25 131 rozhodčí: Youssuf Mohamed |
| Petrone 35', 39', 84' Castro 63' |       | Hofmann 81' | Olympijský stadion (Amsterdam) diváci: 25 131 rozhodčí: Youssuf Mohamed |

| 4. června 1928 19:00 |       |                 |                                                                       |
| Egypt                | 2 : 1 | Portugalsko     | Olympijský stadion (Amsterdam) diváci: 3 448 rozhodčí: Giovanni Mauro |
| Mokhtar 15' Riad 48' |       | Vítor Silva 76' | Olympijský stadion (Amsterdam) diváci: 3 448 rozhodčí: Giovanni Mauro |

## Semifinále
| 6. června 1928 19:00                                 |       |       |                                                                       |
| Argentina                                            | 6 : 0 | Egypt | Olympijský stadion (Amsterdam) diváci: 7 887 rozhodčí: Pedro Escartín |
| Cherro 10' Ferreira 32', 82' Tarasconi 37', 54', 61' |       |       | Olympijský stadion (Amsterdam) diváci: 7 887 rozhodčí: Pedro Escartín |

| 7. června 1928 19:00            |       |                            |                                                                       |
| Uruguay                         | 3 : 2 | Itálie                     | Olympijský stadion (Amsterdam) diváci: 15 230 rozhodčí: Willem Eymers |
| Cea 17' Campolo 28' Scarone 31' |       | Baloncieri 9' Levratto 60' | Olympijský stadion (Amsterdam) diváci: 15 230 rozhodčí: Willem Eymers |

## O 3. místo
| 9. června 1928 16:00                                                                   |        |                           |                                                                     |
| Itálie                                                                                 | 11 : 3 | Egypt                     | Olympijský stadion (Amsterdam) diváci: 6 378 rozhodčí: Jan Langenus |
| Schiavo 6', 42', 58' Baloncieri 14', 52' Banchero 19', 39', 44' Magnozzi 72', 80', 88' |        | Riad 12', 16' El-Ezam 60' | Olympijský stadion (Amsterdam) diváci: 6 378 rozhodčí: Jan Langenus |

## Finále
| 10. června 1928 16:00 |       |              |                                                                          |

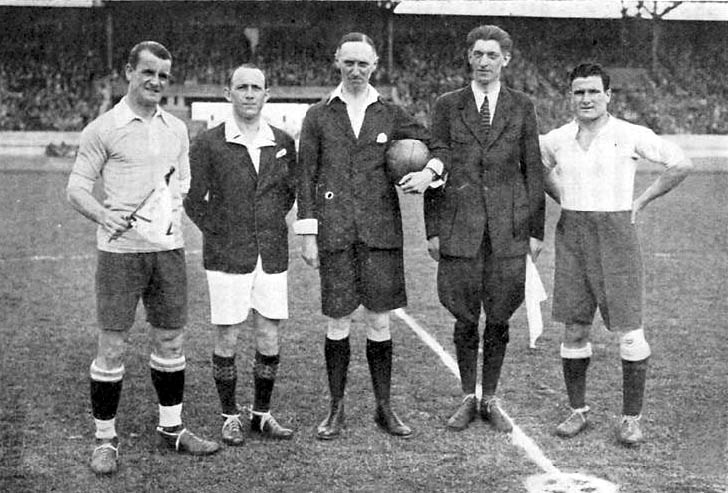
Kapitáni Uruguaye a Argentiny spolu s rozhodčími před prvním finálovým zápasem

| Uruguay               | 1 : 1 | Argentina    | Olympijský stadion (Amsterdam) diváci: 28 253 rozhodčí: Johannes Mutters |
| Petrone 23'           |       | Ferreira 50' | Olympijský stadion (Amsterdam) diváci: 28 253 rozhodčí: Johannes Mutters |

Opakovaný zápas
| 13. června 1928 19:00    |       |           |                                                                          |
| Uruguay                  | 2 : 1 | Argentina | Olympijský stadion (Amsterdam) diváci: 28 113 rozhodčí: Johannes Mutters |
| Figueroa 17' Scarone 73' |       | Monti 28' | Olympijský stadion (Amsterdam) diváci: 28 113 rozhodčí: Johannes Mutters |

## Pohár útěchy

### První kolo
| 5. června 1928 14:00         |       |            |                                                                              |
| Nizozemsko                   | 3 : 1 | Belgie     | Sparta Stadion Het Kasteel, Rotterdam diváci: 20 000 rozhodčí: Gamma Malcher |
| Ghering 4' Smeets 6' Tap 63' |       | Braine 85' | Sparta Stadion Het Kasteel, Rotterdam diváci: 20 000 rozhodčí: Gamma Malcher |

| 5. června 1928 14:00   |       |          |                                                                |
| Chile                  | 3 : 1 | Mexiko   | Monnikenhuize, Arnhem diváci: 5 000 rozhodčí: Johannes Mutters |
| Subiabre 24', 48', 89' |       | Sota 15' | Monnikenhuize, Arnhem diváci: 5 000 rozhodčí: Johannes Mutters |

### Finále poháru útěchy
| 8. června 1928 14:00   |       |                      |                                                                                   |
| Nizozemsko             | 2 : 2 | Chile                | Sparta Stadion Het Kasteel, Rotterdam diváci: 18 000 rozhodčí: Guillermo Comorera |
| Ghering 59' Smeets 66' |       | Bravo 55' Alfaro 89' | Sparta Stadion Het Kasteel, Rotterdam diváci: 18 000 rozhodčí: Guillermo Comorera |

Nizozemsko zvítězilo po losu, ale pohár útěchy byl udělen Chile. 

## Medailisté
| Zlato   | Uruguay   |
| Stříbro | Argentina |
| Bronz   | Itálie    |